# Kiryat Haim
Kiryat Haim (hebreu: קריית חיים‎, àrab: كريات حاييم, Kiryāt Ḥāyīm) és un barri de Haifa, Israel. Es considera part del grup municipal Krayot, a la part nord de la Haifa metropolitana. El 2008, Kiryat Haim tenia una població de poc menys de 27.000 habitants.
Fundat el 1933, va rebre el nom del militant sionista Haim Arlosoroff, que va ser assassinat aquell any.

## Estructura administrativa, desenvolupament

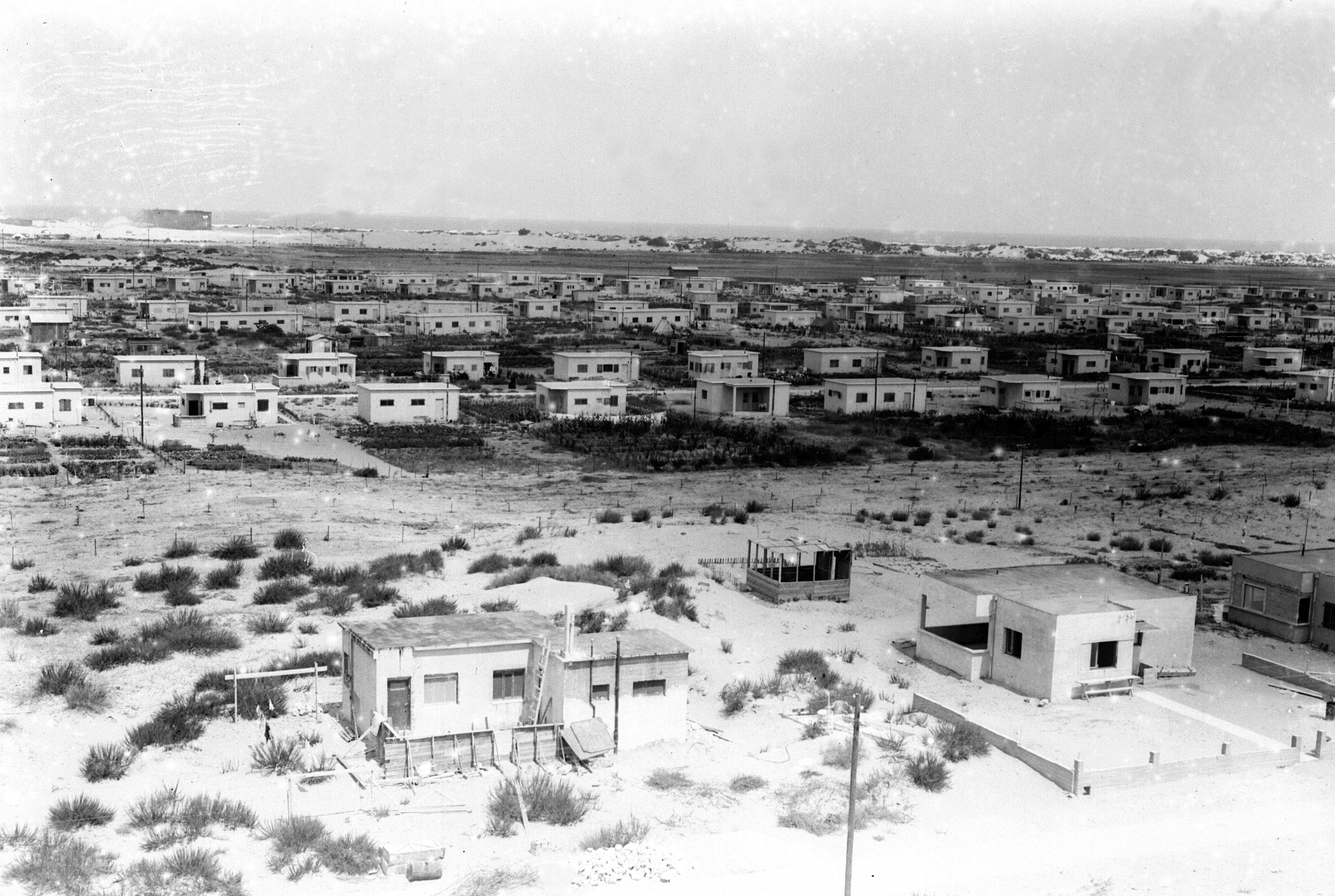
Kiryat Haim als anys 1930.

Administrativament, Kiryat Haim es divideix en dues parts, Kiryat Haim Oest i Kiryat Haim Est. Kiryat Haim Oest es troba al costat oest de la línia de ferrocarril. Kiryat Haim Est es una ampliació més tardana i es troba al costat est del ferrocarril.

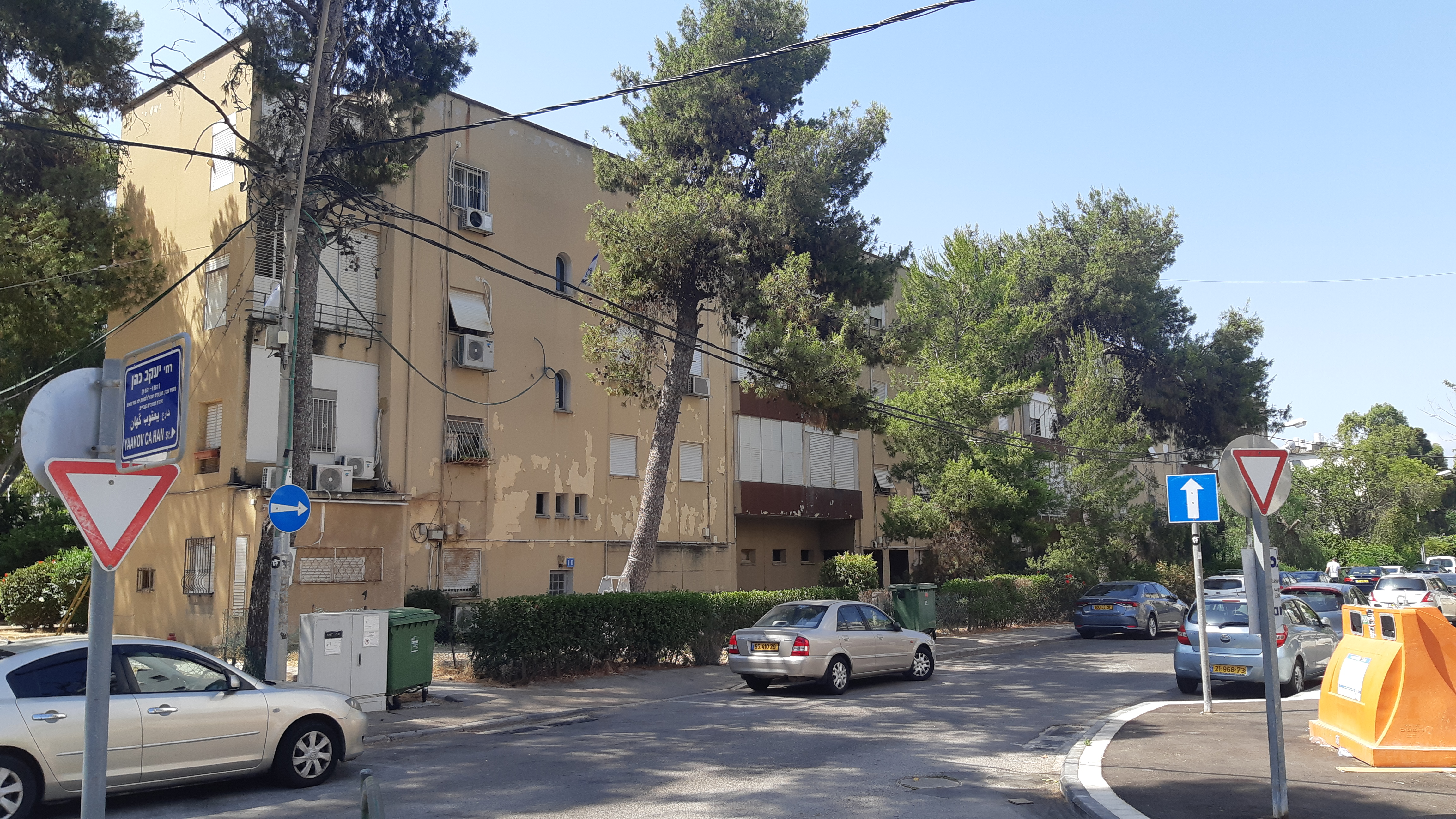
Carrers de Kiryat haim.

Els primers habitatges que hi va haver eren cases unifamiliars que oferien un poblament de baixa densitat, amb una sèrie d'habitatges públics situats a les vores del barri. En dècades posteriors, part d'això ha estat substituït per urbanitzacions i edificis d'apartaments de major densitat. Kiryat Haim Est acull el "cor" comercial del suburbi, amb botigues, restaurants i un supermercat situat al carrer Achi Eilat, la via principal del barri.

## Esport
L'equip d'halterofília de Kiryat Haim es va classificar per anar als Jocs Olímpics de Munic el 1972. Ze'ev Friedman, un membre de l'equip, va morir en mans dels activistes de Setembre Negre en la massacre que va tenir lloc aquell any durant els jocs.
L'estadi Thomas D'Alesandro, també conegut com a estadi Kiryat Haim, és un estadi polivalent utilitzat principalment per a partits de futbol. Va ser originalment la seu del Hapoel Haifa i el Maccabi Haifa fins que es va construir l'estadi Kiryat Eliezer. Va rebre el nom de l'alcalde de Baltimore, Thomas D'Alesandro.
Kiryat Haim és la seu de l'equip d'handbol, Maccabi Hakiryatim.

## Transport

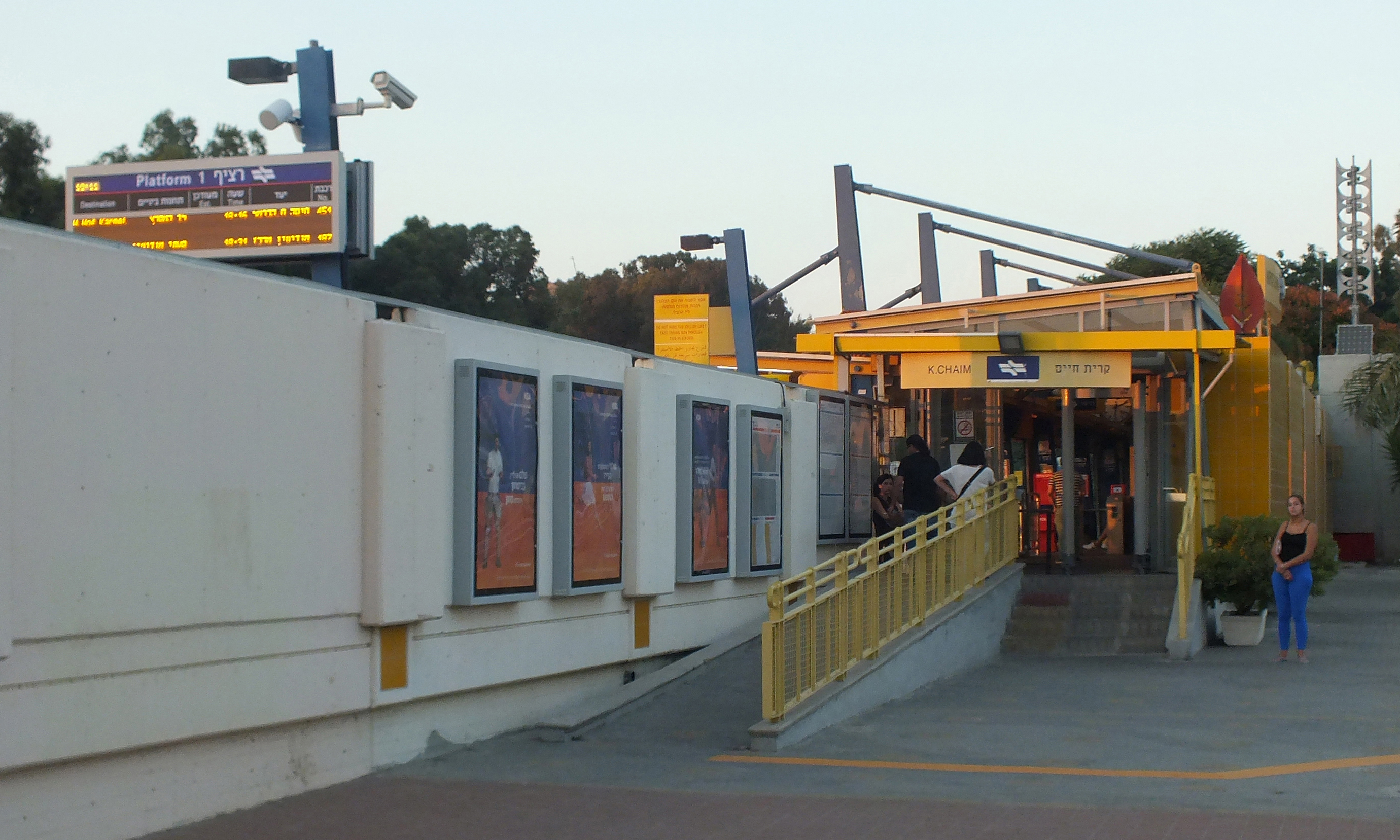
Estació de ferrocarril.

A Kiryat Haim hi ha una estació de ferrocarril, per on hi passa la principal línia de ferrocarril de la costa fins a Nahariya, amb trens del sud a Beerxeba i Modi'in.
Recorren el barri les línies d'autobús de la companyia Egged:
- Línia 13, que connecta Kiryat Ata i Kiryat Yam.[6]
- Línia 15 que va per la meitat occidental de Kiryat Haim, des de l'estació central d'autobusos de Krayot fins a Hutzot HaMifratz.
- Línia 26 que connecta Kiryat Ata i la platja de Kiryat Haim.

De nit, Kiryat Haim se serveix de la línia l'autobús nocturn 210, que fa una ruta serpentejant a través del Krayot amb terminals a Kiryat Ata i Kiryat Bialik.